# Партизанский сельсовет (Мотыгинский район)
Партизанский сельсовет — упразднённые административно-территориальная единица и муниципальное образование (сельское поселение) в Мотыгинском районе Красноярского края.
Административный центр — посёлок Партизанск.

## История
Статус и границы сельского поселения были определены Законом Красноярского края от 25 февраля 2005 года «Об установлении границ и наделении соответствующим статусом муниципального образования Мотыгинский район и находящихся в его границах иных муниципальных образований».
Законом от 22 марта 2018 года № 5-1498 Партизанский сельсовет был упразднен, а территория упраздняемого муниципального образования включена в состав межселенной территории Мотыгинского района.
Законом Красноярского края от 8 июля 2021 года № 11-5306 была упразднена соответствующая административно-территориальная единица с передачей посёлка в межселенную территорию.

## Население
| 2010 | 2012 | 2013 | 2014 | 2015 | 2016 | 2017 |
| ---- | ---- | ---- | ---- | ---- | ---- | ---- |
| 499  | ↘498 | ↘471 | ↘458 | ↘429 | ↗432 | ↘374 |

## Состав сельского поселения
В состав сельского поселения входил один населённый пункт — посёлок Партизанск.

## Местное самоуправление
Партизанский сельский Совет депутатов
Дата избрания: 04.03.2012. Срок полномочий: 4 года
Глава муниципального образования
- Бондаренко Анатолий Степанович. Дата избрания: 04.03.2012. Срок полномочий: 4 года